# Szent Péter-templom (Riga)
A Szent Péter templom (lettül: Sv. Pētera baznīca) Riga, egyben Lettország legmagasabb temploma. A Szent Péterről elnevezett templomról az első feljegyzés 1209-ből származik, a kereskedők templomaként említve az épületet. A templom bővítése, és az ezzel együtt járó teljes átépítés a 15. század kezdetén, 1409-ben kezdődött meg Johann Rumeschottel rostocki kőműves mester vezetése mellett, aki a rostocki Marienkirche mintájára építette át az épületet, nagyságban konkurálva az akkor a régió legnagyobb templomának számító rigai dómmal. A templom falaiban található legrégebbi kövek ebből a korból származnak. 
Az 1491-re elkészült, eredetileg 136 méter magas tornyot hatszor érte villámcsapás, melyek következményeként 1666-ban, majd 1721-ben is összeomlott. Mai formáját és 123 méteres magasságát 1746-ban nyerte el. 
A templom a mai megjelenését évszázadok alatt alakult ki, az eredeti gótikus homlokzatot a 17. században barokk stílusban átalakították, Bindenschuh irányítása mellett.
A templom 1523-ig katolikus templom volt, a reformáció óta viszont evangélikus.
A második világháborúban a templom ismét kiégett, ezúttal teljesen. A helyreállítást 1954 és 1973 között végezték, a tetőszerkezetet vasból építve, megelőzve a további tüzek kialakulását. A rekonstrukció során a toronyba egy liftet is beépítettek, így a látogatók a 72 méter magasan levő kilátóteraszról élvezhetik a város panorámáját.
A toronyhoz egy kisebb mítosz is kapcsolódik: az átépítések, felújítások során a toronyból üveget dobtak le. Az odalenn széttörő üvegtábla cserepeinek száma jelképezi azt az időt, ahány századig állni fog még a templom. A második rekonstrukció során az üvegtábla egy adag szalmára esett, és csak kétfelé hasadt. Ezzel szemben a legutóbbi, 1973-as felújítás után az üveg számtalan cserépre esett szét, jelképezve, hogy a templom egy pár évig még állni fog.
A VEF Kulturális Palota 2016-2017-es felújításakor vált ismertté, hogy annak építésekor a Feketefejűek házából és a Szent Péter-templomból származó törmeléket is felhasználtak.

## Külső hivatkozások
- Riga.lap.hu - linkgyűjtemény